# 哈利·格雷 (作家)
赫歇爾·戈德堡（1901年11月2日—1980年10月1日），人稱哈利·格雷（Harry Grey），是一名俄羅斯裔美國作家。他的首本書籍《The Hoods》（1952年）被改編成1984年電影《義薄雲天》，由塞吉歐·李昂尼執導，羅拔·迪尼路飾演主角。這是為數不多的真實黑幫自傳。據悉，作者的真名是戈德堡，在書中他的回憶部分是真實的，潛意識部分是被改動過，部分是虛構的，而本書在戈德堡被監禁在新新懲教所時寫成的。
《The Hoods》之後，格雷出版了兩本書《Call Me Duke》（1955年）和《Portrait of a Mobster》（1958年），也是根據他當黑幫的經驗而寫成，但這兩本書都不太成功。
1999年，棕櫚泉星光大道的一顆「金棕櫚星」（Golden Palm Star）獻給格雷。

## 生平
格雷的真名是赫歇爾·戈德堡（Herschel Goldberg）。他於1901年出生在俄羅斯帝國的基輔，是Israel和Celia Goldberg的兒子。在1905年移民至美國，並在七年級時輟學。他有一名兄弟叫Hyman Goldberg，是《紐約郵報》的聯合專欄作家和美食評論家，也是多本書籍的作者，包括《Our Man in the Kitchen》，這是來自他專欄的食譜匯總書籍。
1912年，他的父親得了重病，不得不被送往醫院做手術。在他住院期間，Celia開始為鄰區的男人們做飯，這些男人都在儲蓄金錢，要把他們的家人從歐洲帶來美國。當Israel出院後，他發現Celia有一盤蒸蒸日上的生意，Israel也開了一間餐廳。所有的孩子，包括哈利和Hyman，都在幫忙生意。
1932年，格雷與大學畢業的Mildred Becker結婚，並育有三個孩子，分別是Beverle、Harvey和Simeon。他在五十多歲時因意外住院後，便決定選寫20、30年代的生活和控制紐約商業生意的組織集團。為了保護自己和家人，他把姓氏改成了格雷。
格雷於1980年10月在《義薄雲天》電影開始拍攝前不久去世。
1999年12月，他的兒子Simeon以Harry "Noodles" Grey名字為他的父親在棕櫚泉星光大道上贊助一顆星星。此星上附有詳細的傳記。

## 書目作品
- 《The Hoods》
- 《Call Me Duke》
- 《Portrait of a Mobster》

## 外部連結
- 哈利·格雷在互联网电影资料库（IMDb）上的資料（英文）